# Острів скарбів (фільм, 1990)
«Острів скарбів» (англ. Treasure Island) — американсько-британський телевізійний пригодницький фільм 1990 року.

## Синопсис
До рук Джима Гокінса потрапляє старовинна морська мапа, на якій зазначений острів, де заховані скарби знаменитого пірата капітана Флінта. Разом з доктором Лівсі і сквайром Трелоні, на шхуні «Еспаньйола» Джим вирушає в небезпечне плавання. Пірати, дізнавшись про скарби, наймаються матросами на судно. На чолі зграї стоїть Джон Сільвер — підступний і кровожерний пірат, який прикинувся скромним корабельним коком.

## У ролях
| Актор          | Роль            |
| -------------- | --------------- |
| Чарлтон Гестон | Джон Сільвер    |
| Крістіан Бейл  | Джим Гокінс     |
| Олівер Рід     | Біллі Бонс      |
| Крістофер Лі   | Сліпий П'ю      |
| Річард Джонсон | Сквайр Трелоні  |
| Джуліан Гловер | Доктор Лівсі    |
| Айла Блер      | місіс Гокінс    |
| Клайв Вуд      | капітан Смоллет |
| Ніколас Амер   | Бен Ганн        |
| Джеймс Космо   | Редрут          |
| Піт Поселтвейт | Джордж Меррі    |
| Джон Бенфілд   | Чорний Пес      |